# AC Sparta Praha/2015
Deze pagina geeft een overzicht van de AC Sparta Praha wielerploeg in 2015.

## Transfers
| Inkomend       | Team 2014     | Uitgaand          | Team 2015                  |
| -------------- | ------------- | ----------------- | -------------------------- |
| Jindrich Dlask | Experiment 23 | Tomáš Medek       | Bohemia Cycling Track Team |
| Petr Malan     | Experiment 23 | Tomáš Okrouhlický | CK Pribram Fany Gastro     |
| Jakub Honzik   | Onbekend      | Martin Kubík      | Onbekend                   |
| Vojtěch Jonáš  | Onbekend      | Petr Kohlbeck     | Onbekend                   |
| Lukas Kobes    | Onbekend      | Tomas Medek       | Onbekend                   |

## Renners
| Naam                        | Geboortedatum     | Nationaliteit | Ploeg 2014    |
| --------------------------- | ----------------- | ------------- | ------------- |
| Martin Červenka             | 13 september 1983 | Tsjechië      |               |
| Jindrich Dlask              | 26 mei 1991       | Tsjechië      | Experiment 23 |
| Petr Fiala                  | 30 augustus 1995  | Tsjechië      |               |
| Tomáš Holub                 | 25 september 1990 | Tsjechië      |               |
| Jakub Honzik                | 3 oktober 1996    | Tsjechië      | Onbekend      |
| Vojtěch Jonáš (vanaf 10/06) | 23 oktober 1989   | Tsjechië      | Onbekend      |
| Lukas Kobes                 | 9 maart 1996      | Tsjechië      | Onbekend      |
| Petr Malan                  | 13 december 1995  | Tsjechië      | Experiment 23 |
| Jiří Nesveda                | 14 mei 1985       | Tsjechië      |               |
| Jan Ryba                    | 25 maart 1995     | Tsjechië      |               |
| Jan Stöhr                   | 5 april 1991      | Tsjechië      |               |
| Pavel Stöhr                 | 5 april 1991      | Tsjechië      |               |
| Václav Viktorin             | 11 augustus 1989  | Tsjechië      |               |

## Kalender (profwedstrijden)
| Wedstrijd          | Datum              | Categorie |
| ------------------ | ------------------ | --------- |
| Ronde van Iran     | 28 mei-2 juni 2015 | 2.1       |
| Velothon Berlin    | 31 mei 2015        | 1.1       |
| Velothon Wales     | 14 juni 2015       | 1.1       |
| Velothon Stockholm | 13 september 2015  | 1.1       |

## Overwinningen
geen
2002 · 2003 · 2004 · 2005 · 2006 · 2007 · 2008 · 2009 · 2010 · 2011 · 2012 · 2013 · 2014 · 2015 · 2016 · 2017 · 2018 · 2019 · 2020 · 2021 · 2022 · 2023 · 2024